# Astragalus oihorensis
Astragalus oihorensis är en ärtväxtart som beskrevs av Syed Irtifaq Ali. Astragalus oihorensis ingår i släktet vedlar, och familjen ärtväxter. Inga underarter finns listade i Catalogue of Life.